# HMS Örskär (62)
HMS Örskär (62) var en minsvepare i svenska flottan av Arholma-klass. Tjänstgjorde i början av 1950-talet som stödfartyg för Nordsjöfisket vid Island. Hon utrangerades 1966, användes som målfartyg och såldes för skrotning till Karlskronavarvet samma år.

## Utlandsresa

### 1949
Gick runt England och till Färöarna. Med på resan var även flygplanskryssaren HMS Gotland och minsveparna HMS Sandön, HMS Grönskär och HMS Kullen.
1. Stockholm
2. Göteborg Anlöpte 12 maj 1949, avseglade 14 maj 1949
3. Antwerpen, Belgien Anlöpte 19 maj 1949, avseglade 22 maj 1949
4. Cobh (Queenstown), Irland Anlöpte 26 maj 1949, avseglade 28 maj 1949
5. Ardrassare, Skottland
6. Torshamn, Färöarna Anlöpte 2 juni 1949, avseglade 5 juni 1949
7. Stavanger, Norge Anlöpte 9 juni 1949, avseglade 12 juni 1949
8. Göteborg Anlöpte 14 juni 1949